# Villanueva de la Peña (Cantabria)
Villanueva de la Peña es una localidad del municipio de Mazcuerras (Cantabria, España).

## Geografía
El cauce del Saja separa esta localidad de Virgen de la Peña, en el municipio de Cabezón de la Sal. Se encuentra a 2,5 kilómetros de la capital municipal, Mazcuerras.

## Demografía
En 2012 contaba con una población de 786 habitantes (INE), siendo el núcleo más poblado de todo el municipio.
| 2000 | 2001 | 2002 | 2003 | 2004 | 2005 | 2006 | 2007 | 2008 |
| 614  | 615  | 632  | 639  | 678  | 730  | 746  | 729  | 732  |

| 2009 | 2010 | 2011 | 2012 | 2013 | 2014 | 2015 | 2016 | 2017 |
| 751  | 771  | 768  | 786  | 786  | 788  | 792  | 794  | 797  |

## Patrimonio

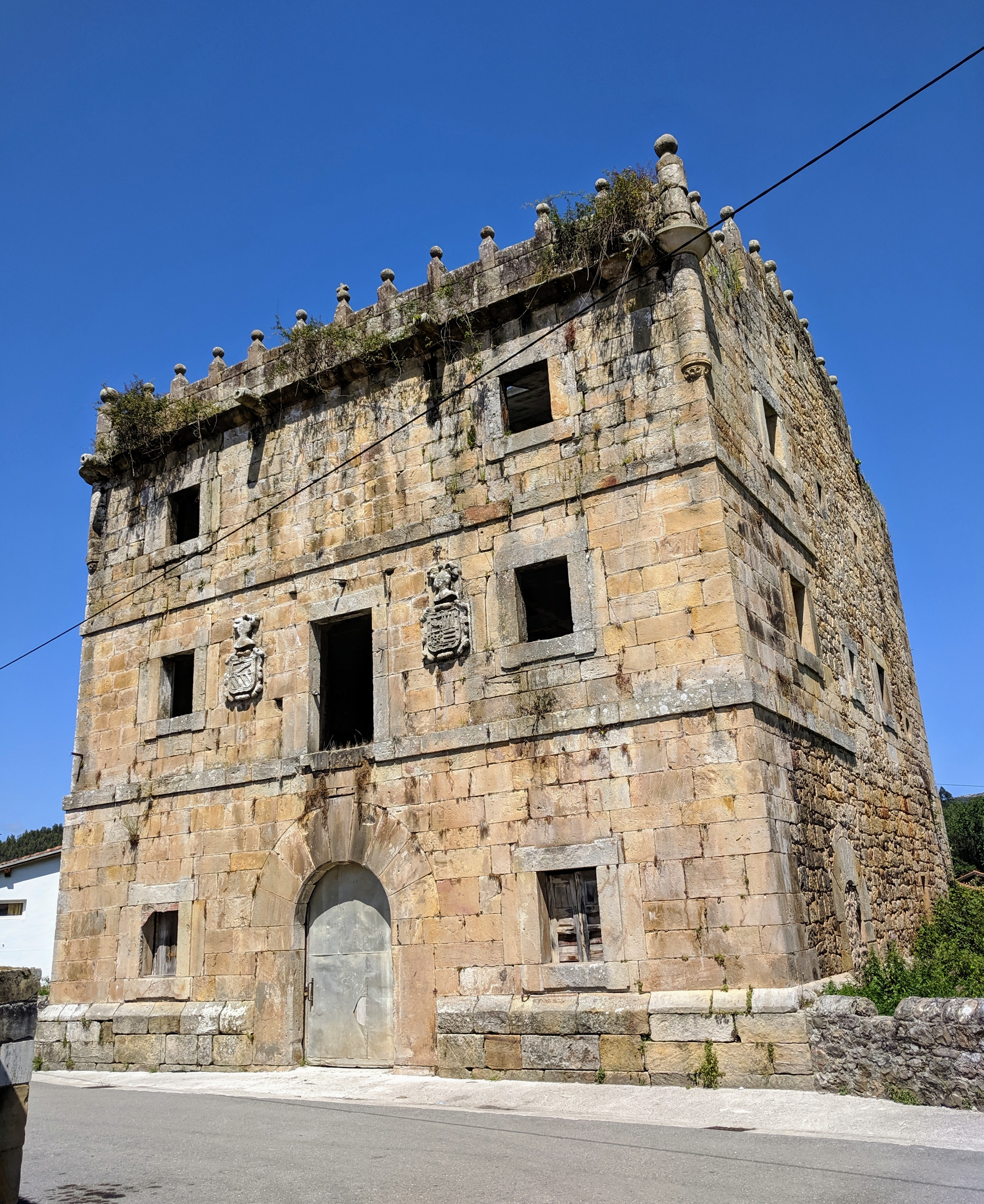
Torre de Hoyos

Destaca del lugar la torre fundada por Francisco de Hoyos, caballero de Calatrava, en el siglo XVI, en estado de abandono; fue declarada Bien de Interés Local en 2002.
- Datos: Q6162796
- Multimedia: Villanueva de la Peña, Cantabria / Q6162796